# ドクターフェイガー
ドクターフェイガー（またはドクターファーガー、Dr. Fager、1964年4月6日 - 1976年8月5日）はアメリカ合衆国の競走馬、および種牡馬。短距離戦において無類の強さを誇り、1971年にアメリカ競馬殿堂入りを果たした。

## 誕生
ドクターフェイガーは1964年、フロリダ州のタータン・ファームズで誕生した。調教師ジョン A.ネルードの命を救った神経外科医がチャールズ・フェイガー博士であったことから、ドクターフェイガーという名が付いた。
母のアスピディストラは競走馬としては2勝に終わった馬であったが、ドクターフェイガーを含めて4頭のステークス競走勝ち馬を出した名牝であった。代表的な兄妹に、アメリカ殿堂馬のタウィーがいる。

## 競走馬時代

### 2 - 3歳時
ドクターフェイガーは1966年7月15日にアケダクト競馬場でデビュー。馬なりのままスタートから飛ばして行き、ゴール時には7馬身差をつけていた。次戦の6ハロン戦（約1207メートル）では8馬身差、アトランティックシティ競馬場のワールズプレイグラウンドステークスでは、絶好のスタートから他馬との差を広げていき、ゴールした時には12馬身差という、7ハロン（約1408メートル）という距離を考えると驚異的な着差で勝利する。初の一線級が相手となったカウディンステークスではインリアリティに3/4馬身差まで迫られるものの、無敗の4連勝を飾った。だが、初の1マイル戦となったシャンペンステークスでは2着に敗れてしまう。これを2歳時の最終戦とし、陣営はドクターフェイガーを休養に入れた。
3歳になり、初戦のゴーサムステークスでは後の二冠馬ダマスカスに勝利。この後距離の不安からクラシックを断念し、代わって出走したウィザーズステークスを6馬身差で勝利した。初の9ハロン戦となった、ジャージーダービーでは4馬身差で1位入線したが、降着処分を受け、インリアリティの4着に敗れてしまう。
仕切り直しの一戦、アーリントンクラシックステークスでは、不良馬場の中、ただ一頭加速していき、10馬身差で優勝。その後一戦を挟み、初の10ハロン戦であるニューハンプシャースウィープステークスハンデキャップに出走し、折り合ってここも勝利した。この結果を受け、陣営はウッドワードステークスへの参戦を表明した。

### ウッドワードステークス
世紀の対決と言われる、ダマスカス（1967年年度代表馬）、ドクターフェイガー（1968年年度代表馬）、バックパサー（1966年年度代表馬）ウッドワードステークスでは、ドクターフェイガー対策として、ダマスカス、バックパサー両陣営がペースメイカーを参戦させていた。その内の1頭、ヘッドエヴァーは1マイルの世界記録保持馬で、両頭共にドクターフェイガーの両枠に入っていた。
スタート直後からドクターフェイガーとペースメーカーの3頭が猛烈な勢いで飛び出す。2頭は鞭を連打されていたが、ドクターフェイガーは馬なりで先頭を奪い返し、独走態勢に移行した。2頭は先頭に立つため全力疾走に入るが、引き離される一方となってしまった。
しかし流石に前半の競り合いが響き、直線ではダマスカスに捕まり、10馬身差の完敗となった。ドクターフェイガーはバックパサーにも僅差交わされ、3着。しかし、追い込んできた4着馬には13馬身差もの大差をつけていた。

### 4歳時
4歳になってもドクターフェイガーの強さは留まるところを知らず、膝や足首に不安を抱えていた上、全てのレースで130ポンド（約59kg）以上の重量を背負ったにもかかわらず、8戦7勝という成績を残した。この年唯一敗戦はまたもライバル・ダマスカスによってもたらされたものであった。ドクターフェイガーは1968年の年度代表馬・最優秀古馬・最優秀スプリンター・最優秀芝牡馬に選出され、アメリカ競馬史上唯一となる同時4部門受賞を果たした。

### 世紀のレコードタイム
1968年の8月24日、ワシントンパークハンデキャップ（ダート1マイル）に出走したドクターフェイガーは、後続に10馬身をつける勝利を収めた。このときのタイムは1分32秒20という驚異的なものであり、今も世界レコードとして残っている。
引退レースとなった11月2日のヴォスバーグハンデキャップ（ダート7ハロン）でも、1分20秒20を記録している。この記録は1999年にアータックスによって破られるが、驚くべきはこれらタイムがそれぞれ134ポンド（約61kg）、139ポンド（約63kg）もの斤量を背負っていながら出されたということである。そのレースぶりから、ダート短距離馬最強と推す専門家も多い。

## 引退後
22戦18勝という成績を残したドクターフェイガーは引退後、生まれ故郷のタータン・ファームズで種牡馬入りした。1971年にリーディングサイアーになるも、1976年8月5日に腸捻転のため若くして死亡。1971年にアメリカ競馬殿堂入り。ブラッド・ホース誌による20世紀のアメリカ名馬100選では6位にランクされた。

### 主な産駒
- Tree of Knowledge[1]（ハリウッドゴールドカップハンデキャップステークス）
- Lady Love（トップフライトハンデキャップ）
- Dearly Precious（ソロリティステークス、スピナウェイステークス、エイコーンステークス）

### ブルードメアサイアーとしての主な産駒
- Great Neck（カナディアンインターナショナルステークス）
- Fappiano（メトロポリタンハンデキャップ）
- Cure the Blues（ローレルフューチュリティステークス）
- Too Chic（マスケットステークス）
- Tantalizing（ボーリンググリーンハンデキャップ）
- Wings of Jove（メイトロンステークス）
- Leroy S.（ウッドメモリアルステークス）
- Equalize（ユナイティッドネイションズハンデキャップ）
- Coup de Fusil（ジョン A.モリスハンデキャップ、ラフィアンハンデキャップ、デラウェアハンデキャップ）
- Sewickley（ヴォスバーグステークス2回）
- Quiet American（NYRAマイルハンデキャップ）
- Shared Interest（ラフィアンハンデキャップ）
- Torrential（ジャンプラ賞）

## エピソード
種牡馬入りする時、フロリダの牧場まで馬運車で移動中、警官がその馬運車を止めてドクターフェイガーにスピード違反の切符を切った（あまりにも速かったドクターフェイガーに対してのジョークである）。

## 血統表
| ドクターフェイガーの血統（ヒムヤー系 / Bull Dog 3×4=18.75%、 Teddy 4×5×5=12.50%、 Spearmint 父内5×5=12.50%、 Whisk Broom 父内5×5=12.50%） | ドクターフェイガーの血統（ヒムヤー系 / Bull Dog 3×4=18.75%、 Teddy 4×5×5=12.50%、 Spearmint 父内5×5=12.50%、 Whisk Broom 父内5×5=12.50%） | ドクターフェイガーの血統（ヒムヤー系 / Bull Dog 3×4=18.75%、 Teddy 4×5×5=12.50%、 Spearmint 父内5×5=12.50%、 Whisk Broom 父内5×5=12.50%） | （血統表の出典） | （血統表の出典） |
| 父 Rough'n Tumble 1948 鹿毛 アメリカ | 父の父Free for All 1942 青鹿毛 アメリカ                                                                                                   | Questionnaire | Sting            | Sting            |
| 父 Rough'n Tumble 1948 鹿毛 アメリカ | 父の父Free for All 1942 青鹿毛 アメリカ                                                                                                   | Questionnaire | Miss Puzzle      |                  |
| 父 Rough'n Tumble 1948 鹿毛 アメリカ | 父の父Free for All 1942 青鹿毛 アメリカ                                                                                                   | Panay | Chicle           | Chicle           |
| 父 Rough'n Tumble 1948 鹿毛 アメリカ | 父の父Free for All 1942 青鹿毛 アメリカ                                                                                                   | Panay | Panasette        |                  |
| 父 Rough'n Tumble 1948 鹿毛 アメリカ | 父の母Roused 1943 鹿毛 アメリカ | Bull Dog | Teddy            | Teddy            |
| 父 Rough'n Tumble 1948 鹿毛 アメリカ | 父の母Roused 1943 鹿毛 アメリカ | Bull Dog | Plucky Liege     |                  |
| 父 Rough'n Tumble 1948 鹿毛 アメリカ | 父の母Roused 1943 鹿毛 アメリカ | Rude Awakening | Upset            | Upset            |
| 父 Rough'n Tumble 1948 鹿毛 アメリカ | 父の母Roused 1943 鹿毛 アメリカ | Rude Awakening | Cushion          |                  |
| 母 Aspidistra 1954 鹿毛 アメリカ | 母の父Better Self 1945 鹿毛 アメリカ | Bimelech | Black Toney      | Black Toney      |
| 母 Aspidistra 1954 鹿毛 アメリカ | 母の父Better Self 1945 鹿毛 アメリカ | Bimelech | La Troienne      |                  |
| 母 Aspidistra 1954 鹿毛 アメリカ | 母の父Better Self 1945 鹿毛 アメリカ | Bee Mac | War Admiral      | War Admiral      |
| 母 Aspidistra 1954 鹿毛 アメリカ | 母の父Better Self 1945 鹿毛 アメリカ | Bee Mac | Baba Kenny       |                  |
| 母 Aspidistra 1954 鹿毛 アメリカ | 母の母Tilly Rose 1948 青鹿毛 アメリカ | Bull Brier | Bull Dog         | Bull Dog         |
| 母 Aspidistra 1954 鹿毛 アメリカ | 母の母Tilly Rose 1948 青鹿毛 アメリカ | Bull Brier | Rose Eternal     |                  |
| 母 Aspidistra 1954 鹿毛 アメリカ | 母の母Tilly Rose 1948 青鹿毛 アメリカ | Tilly Kate | Draymont         | Draymont         |
| 母 Aspidistra 1954 鹿毛 アメリカ | 母の母Tilly Rose 1948 青鹿毛 アメリカ | Tilly Kate | Teak F-No.1-r    |                  |

- 半妹にタウィー、その産駒にグレートアバヴがいる。
- そのほかの近親にアンブライドルド、タヤスツヨシ、ロールオブザダイス。